# Stichting Preventel
Stichting Preventel is een kredietinformatiebureau voor de Nederlandse telecomsector. De stichting werd op 2 september 1997 opgericht door PTT Telecom en Libertel door inschrijving in het Handelsregister bij de Kamer van Koophandel. Dat gebeurde onder de naam Gemeenschappelijk Informatie Systeem Mobile Operations (GISMO). In 2002 werd de naam gewijzigd in Stichting Preventel.

## Doel
In de statuten van Stichting Preventel wordt het doel van de organisatie als volgt omschreven: het behartigen van de belangen van Deelnemers met betrekking tot een verantwoorde kredietverstrekking aan Gebruikers en het verlenen van diensten en het verstrekken van adviezen aan Deelnemers betreffende gebruikers. Met 'deelnemers' worden de aangesloten telecomproviders bedoeld. De 'gebruikers' zijn de klanten van deze providers.

## Structuur
Preventel heeft zelf geen werknemers in dienst. Ze besteedt haar werkzaamheden uit aan Focum Solutions BV, een kredietinformatie- en incassobureau.
Het bestuur van Preventel bestaat uit: Vodafone Libertel BV, KPN BV, T-Mobile Netherlands BV, Tele2 Nederland BV en Brabers AM BV. De eerste vier zijn telecombedrijven; Brabers AM BV is een juridisch adviesbureau.

## Aangesloten providers
- Koninklijke KPN
- Vodafone Libertel
  - hollandsnieuwe
- T-Mobile Nederland
  - Ben
  - Tele2
  - Simpel

## Werkzaamheden
Preventel toetst de kredietwaardigheid van klanten voor aangesloten telecomproviders. Bij een negatieve registratie bij Preventel volgt een afwijzing van het gevraagde mobiele abonnement. Dit gebeurt ook als de negatieve registratie betrekking heeft op een betalingsachterstand bij een andere aangesloten provider. Het proces vindt volledig geautomatiseerd plaats. Een negatieve registratie komt tot stand wanneer een provider hiervoor zelf een verzoek bij Preventel indient.

## Preventel en BKR
Tot 1 januari 2011 lieten providers klanten met een betalingsachterstand registreren bij het Bureau Krediet Registratie (BKR). Dat gebeurde ook in het geval van relatief lage bedragen. Vodafone, een van de oprichters van Preventel, noemde dat 'disproportioneel' en zegde samen met een aantal andere providers de samenwerking met het BKR op. Vodafone wees daarbij op de mogelijkheid tot toetsing middels haar eigen systeem, Preventel. Echter, ook bij Preventel worden betalingsachterstanden van relatief lage bedragen geregistreerd. In de praktijk is er geen verschil tussen de eerdere toetsing door het BKR en de nieuwe toetsing bij Preventel.

## Misbruik door telecomproviders
Sinds 2010 heeft de rechtbank in meerdere zaken geoordeeld dat het telecomproviders niet is toegestaan om klanten als wanbetaler te registreren als er sprake is van een 'reëel geschil' met de klant over verschuldigde abonnementskosten. De rechter stelde dat de negatieve registratie bij Preventel door KPN en Vodafone werd misbruikt om de klant tot betaling te dwingen.

"Gelet hierop heeft Vodafone, ook tijdens de mondelinge behandeling, niet de indruk kunnen wegnemen dat in de onderhavige zaak oneigenlijk gebruik wordt gemaakt van het recht om een wanbetaler te registeren, omdat dit recht hier niet wordt gebruikt om een aanvrager van telecomabonnementen tegen zichzelf te beschermen, respectievelijk een aanbieder van telecomabonnementen te beschermen tegen wanbetalende aanvragers, maar wordt gebruikt om betaling af te dwingen in een geval waarin tussen de aanvrager en de aanbieder een reëel geschil bestaat als hiervoor bedoeld."- Kantonrechter J.H. Gisolf (Rechtbank Alkmaar, 20 februari 2012) 

"De jegens de klant in acht te nemen zorgvuldigheid brengt mee dat KPN bij een gepretendeerde vordering op een klant niet klakkeloos een melding bij Preventel doet, maar voordat zij een dergelijke melding doet beoordeelt of de non-betaling voortkomt uit een reëel (juridisch) geschil of dat er sprake is van betalingsonmacht of evident ongegronde betalingsonwil."- Voorzieningenrechter W.J.J. Beurskens (Rechtbank Limburg, 13 juni 2013) 

## Overtredingen Algemene Verordening Gegevensbescherming

### Overtreding vergunningsplicht gebruik zwarte lijsten
Telecomproviders delen hun interne zwarte lijsten met 'wanbetalers' met Stichting Preventel. Het gebruiken en delen van zwarte lijsten, zowel intern als extern, is onder de Algemene verordening gegevensbescherming (AVG) echter niet zomaar toegestaan. Hiervoor moeten alle aangesloten telecomproviders een vergunning aanvragen bij de Autoriteit Persoonsgegevens (AP). Dat staat in de Uitvoeringswet Algemene Verordening Gegevensbescherming (UAVG). Zowel Preventel als de betreffende telecomproviders komen niet voor in het vergunningenregister van de AP.
De Autoriteit Persoonsgegevens stelde reeds in 2017 dat het uitwisselen van gegevens van wanbetalers niet is toegestaan. De toezichthouder noemt het een 'enorme inbreuk op het grondrecht van privacy' die 'kan leiden tot uitsluiting van mensen, bijvoorbeeld van krediet.'

### Overtreding verbod op het nemen van geautomatiseerde beslissingen
Klanten die een mobiel abonnement aanvragen worden door de systemen van telecomproviders automatisch afgewezen als ze als wanbetaler geregistreerd staan bij Preventel. Dit is verboden onder artikel 22 lid 1 van de AVG. In een toelichting op het wetsartikel benadrukt de Europese toezichthouder EDPB dat bedrijven niet zomaar een beroep kunnen doen op de uitzonderingsgronden die in lid 2 genoemd worden. De EDPB gaat in haar toelichting expliciet in op het nemen van geautomatiseerde beslissingen ter voorkoming van mogelijke betalingsproblemen bij klanten. Zowel telecomproviders als Preventel beweren dit na te streven. De toezichthouder stelt dat dit doel alleen niet voldoende is om het nemen van volledig geautomatiseerde beslissingen te rechtvaardigen.

"Verwerkingsverantwoordelijken kunnen er behoefte aan hebben geautomatiseerde besluitvorming toe te passen, omdat deze processen:

- potentieel een betere consistentie of een eerlijkere benadering in het besluitvormingsproces mogelijk maken (bv. door de kans op menselijke fouten, discriminatie en machtsmisbruik te verkleinen);
- het risico dat klanten niet voor goederen of diensten betalen, verminderen (bv. door beoordeling van kredietwaardigheid);
- hen in staat stellen sneller besluiten te nemen en de doeltreffendheid te vergroten.

Ongeacht het bovenstaande zijn deze overwegingen alleen niet voldoende om aan te tonen dat dit soort verwerking overeenkomstig artikel 6, lid 1, onder b), noodzakelijk is voor de uitvoering van de overeenkomst. Zoals beschreven in het advies over gerechtvaardigd belang van de Groep artikel 2914 moet noodzaak nauw worden geïnterpreteerd."

- European Data Protection Board

Telecomproviders kunnen derhalve geen beroep doen op uitzonderingsgrond a) van artikel 22(2) AVG. De toetsing bij Preventel is volgens de toezichthouder niet 'noodzakelijk voor de totstandkoming of de uitvoering van een overeenkomst'.

## Overtreding Wet op het Financieel Toezicht (WFT)
Sinds 1 mei 2017 geldt de Wet op het Financieel Toezicht (WFT) ook voor mobiele telefonie. Sindsdien wordt een mobiele telefoon met een abonnement of afbetaling met een totaalprijs van € 250,- of meer gezien als een consumptief krediet. Bij kredieten van meer dan € 250,- dient de aanbieder vast te stellen of de consument dit bedrag verantwoord kan lenen zonder in de financiële problemen te komen. De aanbieder van het krediet zal de consument daarom vragen naar zijn of haar inkomen, de woonlasten en naar bestaande leningen. Telecomproviders mogen deze toets alleen bij het Bureau Kredietregistratie doen. De Autoriteit Financiële Markten (AFM), die toezicht houdt op de uitvoering van WFT, vermeldt op haar website dat de regels niet gelden voor mobiele telefoons en abonnementen onder de € 250,-. Deze worden voor de wet niet gezien als verstrekt krediet. Providers mogen onder dit grensbedrag alleen aan de klant zélf vragen of die de maandelijkse kosten van de mobiele telefoon kan betalen. Er mag geen krediettoets worden afgenomen, noch bij het BKR noch bij alternatieve instanties, zoals Preventel.
Stichting Preventel heeft in haar statuten vastgelegd dat het doel van de organisatie is om gegevens over klanten aan providers te verstrekken, wat moet leiden tot 'een verantwoorde kredietverstrekking'. Deze doelstelling is in strijd met de wet, omdat het toetsen van kredietwaardigheid alleen is toegestaan bij abonnementen inclusief toestel boven de € 250,- en deze gegevens alleen verstrekt mogen worden door het BKR.

## Overtreding Telecomkredietcode
De telecomsector heeft in een eigen gedragscode vastgelegd hoe aanbieders om dienen te gaan met aanvragen voor telefoons en abonnementen boven de € 250,- (die onder de WFT vallen) en aanvragen die onder dat grensbedrag zitten. Dit heet de Telecomkredietcode. In artikel 2 van deze gedragscode staat dat 'tot en met € 250,- kan worden volstaan met een opt-inverklaring van de consument. Er hoeft geen nadere BKR- of Telecom Inkomens en - Lastentoets plaats te vinden. Dit wordt verder uitgewerkt in artikel 13:

Ten einde de consument in staat te stellen de eigen verantwoordelijkheid voor een goed budgetbeheer waar te maken, dient hij te worden gewezen op het totale maandbedrag dat dient te worden betaald voor het goederenkrediet en voor het telecomabonnement en instemming te worden gevraagd of de consument verwacht dit maandbedrag te kunnen betalen (zogenaamde opt-in). Indien de klant niet expliciet instemt met dit maandbedrag, zal het goederenkrediet niet worden verstrekt.

Bij verplichtingen onder de € 250,- hoeven klanten slechts te bevestigen dat zij de maandelijkse kosten van het mobiele abonnement kunnen en willen betalen. De Telecomkredietcode staat niet toe dat providers onder dit grensbedrag enige financiële toets doen.

## Overtreding Handelsregisterwet
Artikel 19 van de Handelsregisterwet vereist dat de gegevens van organisaties te allen tijde juist en volledig in het handelsregister staan vermeld. Stichting Preventel heeft zich bij de Kamer van Koophandel ingeschreven onder SBI-code 6190. Deze klasse omvat overige telecomdiensten zoals belwinkels, internetcafés en VOIP-aanbieders. Uit jurisprudentie, algemene voorwaarden van telecomproviders en de statuten van de stichting zelf komt naar voren dat Preventel zich uitsluitend bezighoudt met het verstrekken van gegevens over de kredietwaardigheid van klanten. Deze werkzaamheden vallen onder SBI-code 8291.